# Пилотная серия (Теория Большого взрыва)
«Пилот» (англ. Pilot) — пилотная серия (первый эпизод первого сезона) американского ситкома «Теория Большого взрыва», вышедшая на экраны 24 сентября 2007 года. В апреле 2006 года режиссёр Джеймс Берроуз снял первую пилотную серию, но руководству телерадиокомпании CBS она не понравилась и была отвергнута, однако создателям дали второй шанс и разрешили снять новый вариант. В первоначальном варианте не было персонажей Кутраппали и Воловица. В первой пилотной серии присутствовали две героини женского пола — Кэти (Аманда Уолш), «девушка уличной закалки, жёсткая, но ранимая внутри», и Джильда (Ирис Бар) — коллега и друг Шелдона и Леонарда.

## Сюжет
Молодые физики Леонард Хофстедтер и Шелдон Купер, которые живут в одной квартире, — типичные представители гик-культуры. Они увлекаются комиксами, фантастическими сериалами (в первую очередь — «Звёздным путём»), настольными и компьютерными играми, пейнтболом и посещением различных фанатских слётов. Эти хобби вместе с ними разделяют аэрокосмический инженер Говард Воловиц и астрофизик Раджеш Кутраппали. Все четверо друзей тесно связаны с наукой и работают в Калифорнийском технологическом институте в городе Пасадена, штат Калифорния. Леонард и Шелдон, возвращаясь домой после посещения банка спермы для доноров с высоким IQ, знакомятся с красивой девушкой Пенни. Она переехала в квартиру напротив той, где живут физики. Леонард сразу же проявляет к ней симпатию и надеется встречаться с ней. Шелдон считает это маловероятным. Леонард неловко приглашает её в свою квартиру, чтобы пообедать с ними.

## Создание
В начале 2000-х годов американский сценарист, продюсер и композитор Чак Лорри совместно с Ли Аронсоном создали на Warner Bros. Television очень успешный ситком «Два с половиной человека», чей запоминающийся пилотный эпизод был показан 22 сентября 2003 года на телеканале CBS. Большой успех сериала утвердил авторитет Лорри у руководства компании. Он стал подыскивать для себя новый проект. Этим же занимался и его друг, продюсер и сценарист Билл Прэйди, работавший в то время в Warner Bros. над сериалом «Связанные» (Related; 2005—2006), но собиравшийся сменить место работы, так как это драматическое шоу ему не очень подходило. Они часто созванивались и обдумывали различные идеи для совместного проекта. У Лорри и Прэйди возникла идея сериала о жизни девушки, которая переехала в Лос-Анджелес, чтобы добиться успеха в большом городе. Лорри и Прэйди беседовали с актрисами, которых предполагали взять на роль провинциалки, но им никак не удавалось выработать удовлетворительную концепцию. Однажды на выходных в офисе Прэйди в Бёрбанке он рассказал Лорри, что в 1980-е годы был связан с программированием. Среди его знакомых в этой сфере были любопытные люди: «Они были настоящими профи в своём деле, но полными дилетантами в реальной жизни. Вычислить число пи с точностью до восьмидесяти знаков после запятой для них было раз плюнуть, а вот рассчитать чаевые в ресторане оказывалось непосильной задачей. Слишком много переменных, видите ли». Лорри сразу же ухватился за эту идею и предложил создать комедийный сериал про таких чудаков.
Осенью 2005 года Лорри и Прэйди частным образом ознакомили президента Warner Bros. Television Питера Рота и главу отдела ответственного за комедийное направление компании Лена Голдштейна с концепцией на тот момент ещё безымянного сериала. Актёрами были прочитаны первые две сцены. Рот позже вспоминал: «С шутками про то, какой Шелдон гений, явно был перебор, но помню подумал, что персонажи получились очень крутыми. Пенни тогда ещё не существовало — девушка из того сценария имела мало общего со знакомой сейчас зрителям милой соседкой. То была закалённая жизнью городская девица, из-за чего её контраст с Шелдоном и Леонардом становился ещё заметнее. Билл и Чак думали, так будет смешнее, но ошибались». Соавторы, которые опасались, что комедия о физиках может отпугнуть телекомпании, провели читку некоторых сцен для CBS в столовой для руководящего состава компании с участием специально приглашённых актёров. Читка сценария пилота была необходима, чтобы показать вживую как будут выглядеть отношения главных героев. Венди Триллинг вспоминала, что если бы кто-то другой кроме Лорри попросил таким способом ознакомиться с шоу, то он бы получил отказ или просьбу дать ознакомиться со сценарием. Образы героев физиков выглядели очень свежо, оригинально. В итоге в компании решили дать добро на съёмку пилотной серии.
Сериал получил рабочее название «Ленни, Пенни и Кенни». Так как создателям хотелось отдать дань уважения продюсеру, режиссёру и актёру Шелдону Леонарду, то главные герои получили имена Шелдон и Леонард Хофстедтер (в честь физика Дугласа Хофстедтера). Подбором актёров занимались Никки Валко и Кен Миллер. Они получили чёткую задачу: найти исполнителей способных сыграть учёных, которые «слегка не от мира сего». На роль Шелдона утвердили Джима Парсонса, который тщательно подготовился и выучил длинные научные монологи заумного персонажа. Он говорил про своего героя, что это в некотором роде: «гениальный идиот, в котором невероятный ум сочетается с абсолютным невежеством. Такой тип героев — вот прям моё». На роль Леонарда рассматривались Кевин Сассмэн (позже сыгравший в сериале роль Стюарта Блума, владельца магазина комиксов) и Маколей Калкин. Кен Миллер предложила кандидатуру Джонни Галэки, который по ряду причин несколько раз отказывался от приглашения. Однако по мере того как в сценарии роль персонажа становилась всё более интереснее (прежде всего романтическая линия) для актёра, он стал задумываться о том, чтобы принять участие в ситкоме. В итоге он согласился на прослушивание с Джимом Парсонсом, между героями которых должна существовать особая «химия». Оно прошло удачно и таким образом исполнители на центральные роли были найдены.

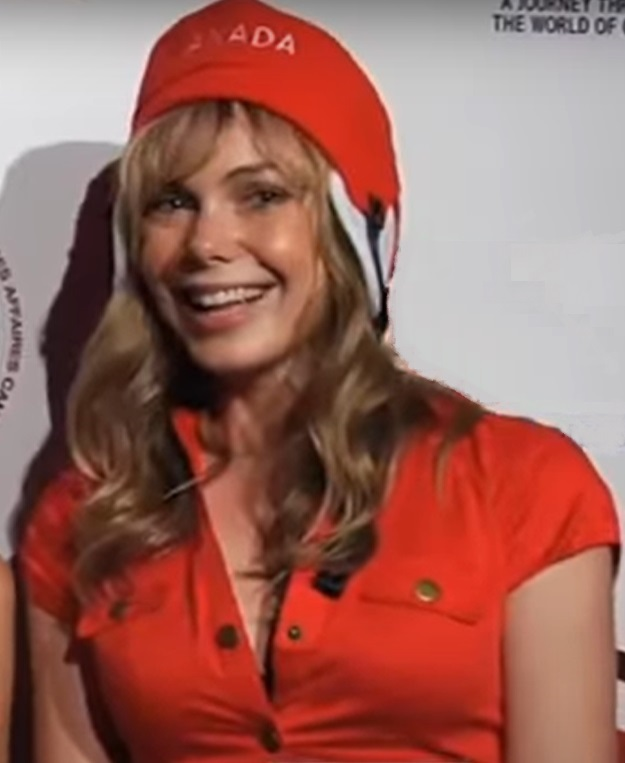
Аманда Уолш в 2011 году

На роль Кэти, главного женского персонажа роль, пробовалось несколько актрис. Первоначально девушку звали Пенни, но в то время CBS работала над пилотной серией сериала, в котором была героиня под тем же именем, и поэтому Лорри и Прэйди пошли навстречу компании и назвали девушку Кэти. Её роль пыталась получить Кейли Куоко, позднее ставшая знаменитой по роли Пенни — добродушной и жизнерадостной соседки Шелдона и Леонарда. Однако её манера подачи материала не подходила к образу Кэти, которая была «цинична, жутко невезуча и раздражительна». После того как Парсонс и Галэки были утверждены, на роль Кэти вместе с Парсонсом пробовалась Мариса Томей. Среди других кандидаток были Тара Рид, Элизабет Беркли, Аманда Уолш, но первоначально была утверждена Джоди Лин О’Киф (позже сыгравшая роль проститутки в 21-й серии второго сезона). Женщину-физика Джильду, которая влюблена в Леонарда и которая даже однажды занялась сексом с Шелдоном, должна была сыграть Айрис Бар. Однако после первой совместной читки сценария О’Киф была уволена, хотя окружающие были уверены в её таланте, так как посчитали, что она привнесла в сюжет излишнюю мрачность. Через несколько дней после этого решено было вновь попробовать Аманду Уолш. Просмотр прошёл перед руководством Warner Bros. Television. На это раз проба прошла удачно и актриса была одобрена.
На место режиссёра был приглашён Джеймс Берроуз, который был знаком с Прэйди со времён работы над сериалом «Каролина в Нью-Йорке» (Caroline in the City; 1995—1999). Авторы стремились к тому, чтобы с научной точки зрения не было допущено ошибок, поэтому пригласили профессора Питера Горэма, физика из Гавайского университета. Однако он не мог посвятить много времени проекту и предложил задействовать в качестве научного консультанта физика-экспериментатора Дэвида Зальцберга, профессора Калифорнийского университета в Лос-Анджелесе. Впоследствии он остался в шоу в качестве постоянного сотрудника. 
В апреле 2006 года Джеймс Берроуз снял пилотную серию, но руководству телерадиокомпании CBS она не понравилась. После просмотров тестовая аудитория отрицательно отреагировала на образ Кэти, но зрителям и руководству CBS запомнились образы Шелдона и Леонарда. Берроуз говорил, что идея сериала ему по душе, но найти актрису, которая бы адекватно сыграла главную женскую роль, было крайне сложно. С учётом профессионализма Лорри и его авторитета на телевидении, режиссёр думал, что всё-таки будет заказан полный сезон. Он особо отметил особую «химию» между мужскими персонажами, а ведь сериал задумывался именно как история их дружбы. Нине Тасслер и руководству телекомпании также понравилось взаимодействие между Парсонсом и Галэки, и то как они подтрунивали друг над другом. «Я будто наблюдала за выдающимися актёрами-спортсменами. Уровень их профессионализма и мастерства был достоин уважения. Но Кэти как персонаж совсем не подходила отношениям Шелдона и Леонарда. Она была крутая и жёсткая, а ещё очень невезучая». В CBS приняли решение переснять пилотную серию, чем вовсе отказаться от неё. Пересъёмки случаются довольно редко на телевидении, а ещё реже случаи, когда им сопутствует успех. 
В мае 2006-го года Лорри отдыхал в Австралии. Ему позвонила Нина Тасслер и сказала, что на канале решили не заказывать сериал, но готовы пойти навстречу создателям и принять решение на основе нового варианта пилота, так как первоначальная картинка «получилась какой-то нескладной». По её мнению, неудача прежде всего связана с образом, созданным Амандой Уолш. Однако Лорри возразил, что дело не в этом, а в проблемах сценария и разработке характера персонажа. Позже он говорил, что актриса сыграла именно то, что от неё требовали, и сделала это «прекрасно». Проблема заключалась в том, что «несмотря на всю гениальность Шелдона и Леонарда, эти ребята — сущие дети и к ним нельзя подселять героиню с токсичным характером. Смотреть на такие взаимоотношения будет очень больно». Ещё одной ошибкой было «перенесение» из сериала «Два с половиной человека» провокационных шуток. Лорри пришлось допустить много промахов, прежде чем он это понял.  

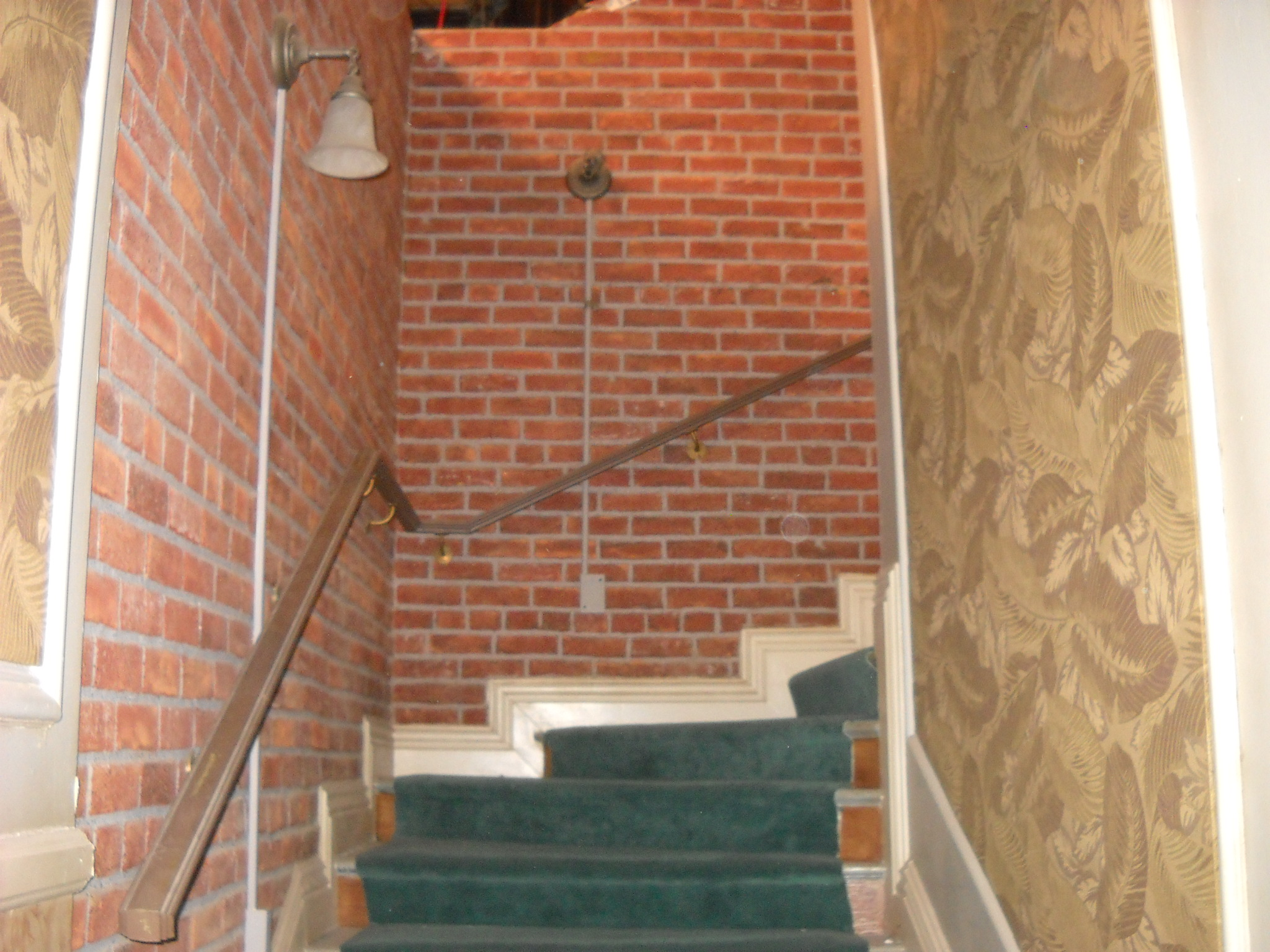
Часть лестничного пролёта со съёмочной площадки, справа от неё находится «шахта лифта»

Авторы понимали, что второго шанса они уже не получат. После того как Лорри вернулся в Лос-Анджелес возобновилась работа над сценарием. К тому моменту создатели получили разрешение на использование имени Пенни, так как пилотная серия сериала CBS, где была героиня с таким же именем провалилась. Название будущего сериала ещё не утвердили, и он проходил по некоторым документам как «Ленни, Пенни и Кенни», a. k. a. «Теория Большого взрыва». Аманда Уолш могла вновь пройти прослушивание, но в компании воспротивились этому, а создатели не сумели настоять на её участии. Режиссёром нового варианта пилотной серии был вновь назначен Джеймс Берроуз. Авторы пришли к выводу, что число персонажей нужно увеличить, чтобы зрители могли отдыхать от Шелдона и Леонарда. Во второй пилотной версии уже были задействованы все пять главных героев, ставшего впоследствии знаменитым сериала: Шелдон, Леонард, Пенни (Кейли Куоко), Говард Воловиц (Саймон Хелберг) и Раджеш Кутраппали (Кунал Найяр), а шоу приняло практически окончательный формат. Лорри объяснял расширение состава героев так: «При написании первого сценария у нас не было чёткого представления того, что мы хотим увидеть в итоге. Когда же первый пилот провалился, мы многое осознали. Я позвонил Биллу и сказал: „В топку этот сюжет. Персонажи такие дивные, что нам никакой сюжет и не нужен. И давай добавим ещё парочку парней! Мы же не про любовный треугольник снимаем, у нас история про этих ребят“. Так в сериале появились Воловиц и Кутраппали. Хоть в пилоте они играли совсем небольшую роль, но теперь у нас была компания». В обоих пилотах также появился малозначимый персонаж, сотрудница банка спермы Алтея (Верни Уотсон). Прэйди очень не понравилась сцена на улице из неутверждённого пилота, когда знакомятся парни и Кэти. Павильонная декорация улицы выглядела «чудовищно», «фальшиво» и он решил отказаться от подобных сцен. В связи с этим были введены такие знаковые элементы сериала как сцены на лестнице (см. Лифт (Теория Большого взрыва)).  
Премьера пилотной серии прошла 24 сентября 2007 года. Её посмотрели более 9,5 млн. зрителей. В газете USA Today отметили, что «у сериалов Лорри есть тенденция становиться лучше после пилота». «Он выпустил первую серию, после которой вам не терпится посмотреть вторую. Возможно, в наши дни это и считается гениальностью». 19 октября 2007 года первый сезон продлили до полного формата — 22 эпизодов, но по ряду причин в первом сезоне было выпущено только 17 эпизодов.  